# Antonio Mirante
Antonio Mirante (Castellammare di Stabia, 8 juli 1983) is een Italiaans voetballer die als doelman speelt. 

## Clubcarrière
Mirantes profcarrière begon bij Juventus. In juli 2004 werd hij samen met onder andere Abdoulay Konko uitgeleend aan FC Crotone. In juli 2005 werd hij samen met onder andereIgor Tudor en Nicola Legrottaglie uitgeleend aan AC Siena. In het seizoen 2006-2007 debuteerde Mirante voor Juventus in de Serie B, nadat Gianluigi Buffon in een duel tegen UC AlbinoLeffe na 24 minuten een rode kaart kreeg. In juli 2007 werd hij uitgeleend aan Sampdoria, dat in 2008 de helft van de transferrechten van Mirante overnam. Op 19 juli 2009 werd hij door Sampdoria uitgeleend aan Parma, dat hem in juni 2010 definitief overnam.
Mirante tekende inclusief zijn huurperiode meer dan 200 wedstrijden voor Parma in de Serie A. De club werd in 2015 failliet verklaard en teruggezet naar de Serie D. Mirante kon transfervrij verkassen en tekende daarop een contract tot medio 2018 bij Bologna, dat net juist was gepromoveerd naar de Serie A. Hij verruilde Bologna in juli 2018 voor AS Roma. In 2021 ging hij voor AC Milan spelen.
3 Angeliño ·
4 Cristante ·
5 N'Dicka ·
7 Pellegrini  ·
11 Dovbyk ·
12 Abdulhamid ·
14 Sjomoerodov ·
15 Hummels ·
16 Paredes ·
17 Koné ·
18 Soulé ·
19 Çelik ·
21 Dybala ·
22 Hermoso ·
23 Mancini ·
25 Nelsson ·
26 Dahl ·
28 Le Fée ·
35 Baldanzi ·
56 Saelemaekers ·
59 Zalewski ·
61 Pisilli ·
66 Sangaré ·
89 Marin ·
92 El Shaarawy ·
98 Ryan ·
99 Svilar ·
Coach: Jurić